# Юлдашево (Аургазинский район)

Юлда́шево, Юлдаш (баш. Юлдаш) — деревня в Аургазинском районе Республики Башкортостан России. Входит в Семенкинский сельсовет. 
С 2005 современный статус.

## История
Название происходит от личного имени Юлдаш.
Статус деревня, сельского населённого пункта, посёлок получил согласно Закону Республики Башкортостан от 20 июля 2005 года N 211-з «О внесении изменений в административно-территориальное устройство Республики Башкортостан в связи с образованием, объединением, упразднением и изменением статуса населенных пунктов, переносом административных центров», ст.1:

6. Изменить статус следующих населенных пунктов, установив тип поселения — деревня:

5) в Аургазинском районе:…

я19) села Юлдашево Турсагалинского сельсовета
До 2008 года входила в Турсагалинский сельсовет. После его упразднения деревня вошла в состав Семёнкинского сельсовета (Закон Республики Башкортостан от 19.11.2008 N 49-з «Об изменениях в административно-территориальном устройстве Республики Башкортостан в связи с объединением отдельных сельсоветов и передачей населённых пунктов»).

## Население
| 2002 | 2009 | 2010 |
| ---- | ---- | ---- |
| 91   | ↘72  | ↘60  |

Национальный состав
Согласно переписи 2002 года, преобладающая национальность — башкиры (98 %).

## Географическое положение
Расстояние до:
- районного центра (Толбазы): 20 км,
- ближайшей ж/д станции (Стерлитамак): 43 км.